# Pierre Lebeau
Pierre Lebeau (* 22. Juli 1954 in Montreal, Kanada) ist ein kanadischer Schauspieler im Film und Theater.

## Leben und Leistungen
Lebeau wurde in der kanadischen Provinz Québec geboren und schloss im Jahr 1975 die National Theatre School of Canada in Montreal ab.
Vor allem in den 1990er Jahren wirkte er in verschiedenen kanadischen Theaterproduktionen mit, zum Beispiel 1994 beim Stratford Festival . 2001 spielte er die Titelrolle im Stück Macbeth im  Théâtre du Nouveau Monde in Montreal. Im Drama Woyzeck von Georg Büchner war er im  Théâtre Ubu  in Montreal zu sehen.
Einer breiteren Öffentlichkeit wurde Lebeau durch die Filmkomödie Les Boys (1997) bekannt, die Fortsetzungen nach sich zog. Im Filmdrama Maelström (2000) von Denis Villeneuve mit Marie-Josée Croze sprach er die Erzählstimme des Fisches. Eine Nebenrolle verkörperte er im Liebesdrama La Turbulence des fluides (2002) mit Pascale Bussières in der Hauptrolle.
Im Jahr 2000 wurde Lebeau beim Gémeaux Award für die Fernsehserie Fortier als bester Nebendarsteller nominiert. Nominierungen für den Prix Jutra gab es 2000 als bester Schauspieler für Matroni et moi und 2002 als bester Nebendarsteller für Les Boys III. Im Jahr 2003 gewann er diesen Filmpreis als bester Schauspieler für Séraphin: un homme et son péché. In diesem Liebesdrama von Charles Binamé spielte Lebeau die Titelrolle des kaltherzigen Séraphin an der Seite von Karine Vanasse und Roy Dupuis. In der erfolgreichen bilingualen Actionkomödie Good Cop Bad Cop (2006) von Regisseur Eric Canuel, mit Colm Feore und Patrick Huard in den Hauptrollen, stellte er einen mürrischen Polizeichef dar.
Anfang Mai 2007 erlebte das Theaterstück Lèvres seine Weltpremiere, das von Lebeau verfasst wurde, in dem er Regie führte und als Schauspieler auftrat.

## Filmografie (Auswahl)
- 1978: Journal en images froides (Miniserie)
- 1997: Les Boys
- 1998: Les Boys II
- 1999: Matroni et moi
- 2000: Maelström (Stimme)
- 2001: Les Boys III
- 2002: La Turbulence des fluides
- 2002: Séraphin: un homme et son péché
- 2001–2004: Fortier (Fernsehserie, 42 Folgen)
- 2005: Les Boys IV
- 2006: Good Cop Bad Cop (Bon Cop, Bad Cop)